# Vlag van Akita

Vlag van Akita (ratio 7:10)

De prefecturale vlag van Akita bestaat uit een wijnrood vlak met een wit gestileerd katakana-karakter ア [a] in het midden, die staat voor de vooruitgang en ontwikkeling van de prefectuur. De prefecturale vlag werd op 3 november 1959 aangenomen.